# Mszczyczyn
Mszczyczyn – wieś w Polsce, położona w województwie wielkopolskim, w powiecie śremskim, w gminie Dolsk. 
W latach 1975–1998 wieś administracyjnie należała do województwa poznańskiego.
Wieś szlachecka Mscziczino położona była w 1581 roku w powiecie kościańskim województwa poznańskiego. 

## Charakterystyka
Wieś położona 6 km na południe od Dolska, przy drodze powiatowej nr 4093, przy kanale Obry. 
Pierwszy raz w dokumentach wieś pod nazwą Mszcziczinska z 1405. W dokumentach z 1421 wspomniany jest młyn, który działał w miejscowości. Później wspomniany jest Mikołaj Mszczyczyński, który był właścicielem majątku. Wieś należała do wielu rodów. 
W Mszczyczynie znajduje się prawnie chroniony, zabytkowy park krajobrazowy o powierzchni 6,28 ha z XVIII wieku, w nim znajdują się m.in. dęby szypułkowe o obwodach do 500 cm oraz stanowisko lilli złotogłów. W parku znajduje się neobarokowy dwór z 1889 r. Na skraju parku położony jest neobarokowy dwór z 1889, rozbudowany w 1924, elewację frontową ozdabia piętrowy ryzalit zamknięty szczytem z naczółkiem.

## Integralne części wsi
| SIMC    | Nazwa | Rodzaj    |
| ------- | ----- | --------- |
| 0582367 | Huby  | część wsi |

## Osoby urodzone w Mszczyczynie
- Sebastian Grabowiecki (1543-1607) - dyplomata, duchowny, pełnił misje dyplomatyczne za czasów króla Zygmunta Augusta, był sekretarzem Stefana Batorego[10]
- Mieczysław Bukowiecki (1869-1931) - tytularny generał brygady Wojska Polskiego
- Tomasz Paul (1880–1939) – major piechoty Wojska Polskiego, kawaler Virtuti Militari